# Uqaylidi

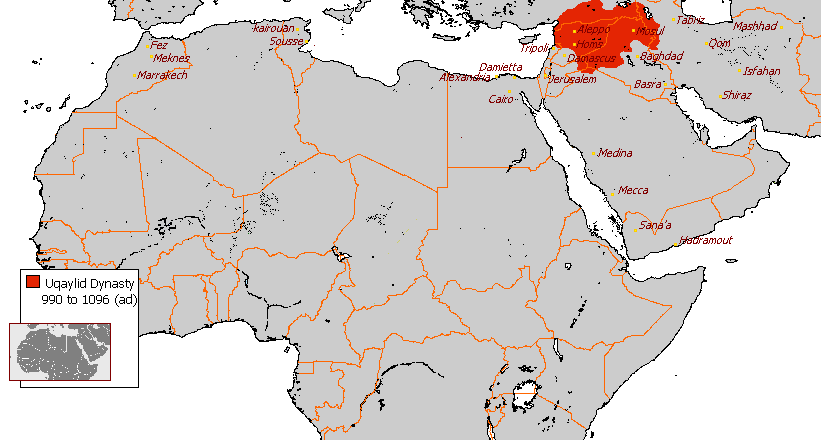
Gli Uqaylidi al momento del loro apogeo

Gli ʿUqaylidi o dinastia ʿuqaylide (in arabo عقيليون‎?, ʿUqayliyyūn) furono una dinastia araba sciita che, con le sue numerose ramificazioni, governò in varie parti della Jazira (a nord dell'attuale Siria e Iraq) nella parte finale del X secolo e nell'XI secolo.
La branca principale, a Mawṣil, governò tra il 990 e il 1096.

## Ascesa
Gli ʿUqaylidi discendevano dai Banū ʿUqayl, che presero il potere nel Diyar Bakr, nominalmente dominio dei Buwayhidi, i quali a loro volta speravano di servirsene come elemento di frapposizione per contenere i Curdi marwanidi e il loro eponimo Abū ʿAbd Allāh Ḥusayn b. Dushanj (meglio noto come Abū Shujāʿ Bādh b. Dustāk). 

Quasi subito, però, gli ʿUqaylidi si allearono con gli Hamdanidi, che i Buwayhidi avevano espulso nel 979 da Mawṣil. Insieme, essi mossero contro i Buwayhidi, Mawṣil e i territori del Diyār Rabīʿa, che furono occupati nel 989. Il leader ʿuqaylide, Muḥammad b. Musayyib, attaccò allora Bādh, riuscendo a uccidere il capo curdo. A seguito di ciò, Muḥammad si mise contro l'alleato hamdanide e lo sconfisse. Costrinse infine il governatore buwayhide di Mawṣil a cedergli metà dei suoi territori.

## Gli ʿUqaylidi di Mawṣil
Muhammad b. Musayyib morì nel 996. A lui succedette il fratello Muqallad, che in quello stesso anno marciò su Mawṣil, obbligando alla fuga il suo governatore buwayhide. Da lì gli ʿUqaylidi avanzarono in Iraq, sottomettendolo in gran parte ed effettuando incursioni persino a Baghdad. L'Emiro buwayhide Bahāʾ al-Dawla raggiunse allora un accordo con Muqallad, tanto che gli ʿUqaylidi ricevettero dal Califfo abbaside l'investitura per governare Mawṣil, Kufa e Hilla (il suo sobborgo, Jāmiʿyān). Muqallad ricevette anche il laqab di "Ḥusām al-Dawla". L'accordo rendeva Muqallad nominalmente dipendente dai Buwayhidi ma in realtà egli manteneva tutta la sua indipendenza sostanziale, tanto da permettergli di non versare a Baghdad il tributo che avrebbe dovuto.
Malgrado l'accordo, Muqallad voleva ancora impadronirsi di Baghdad, e ci sarebbe probabilmente riuscito se non fosse stato assassinato da uno dei suoi schiavi turchi nel 1001. Ciò aprì il lungo periodo di regno del figlio di Muqallad, Qirwāsh. Nel 1002 Qirwāsh effettuò un raid in territorio buwayhide, costringendo il governatore di Baghdad, Bahāʾ al-Dawla, a organizzare una spedizione contro gli ʿUqaylidi. Sconfitto una prima volta, egli infine guadagnò la vittoria presso Kufa, ma a quel punto fu rimosso dalla sua carica di governatore, così da impedirgli di sfruttare quel successo. Nel 1005 Qirwāsh venne confermato in tutti i suoi possedimenti dal Califfo, che gli concesse il titolo onorifico di "Muʿtamid al-Dawla".
Il maggior problema di Qirwāsh nel corso della seconda metà del suo regno fu quello di riuscire a trovare il modo di controllare i turchi Oghuz che giungevano dall'Iran. Gli Oghuz riuscirono tuttavia a occupare e a saccheggiare Mawṣil nel 1044, sebbene Qirwāsh fosse in grado di espellerli dalla città con l'aiuto dei Mazyadidi. 
Nel 1050 Qirwāsh fu rimosso dal potere al fratello Baraka ("Zaʿīm al-Dawla"), che regnò fino al 1052, anno in cui morì.
Il figlio di Baraka, Quraysh ("ʿAlam al-Dīn"), gli succedette e governò nei successivi nove anni. Durante questo periodo egli accettò la supremazia dei Selgiuchidi, anche se poi entrò in conflitto con essi e fosse temporaneamente allontanato da Mawṣil. Egli accompagnò il turco al-Basasiri quando questi prese Baghdad alla fine del 1058, ma i Selgiuchidi riconquistarono la città l'anno successivo.
Quraysh morì nel 1061 e a lui succedette il figlio Muslim ("Sharaf al-Dawla"). Sharaf al-Dawla fu un equanime governante; i domini ʿuqaylidi rimasero relativamente stabili per la maggior parte del suo regno, contrassegnato dall'acquisizione di Aleppo, strappata ai Mirdasidi nel 1080, allorché i suoi abitanti consegnarono la città a Muslim sperando che egli riuscisse a proteggerli dalle incursioni selgiuchidi. Egli prese anche Harran ai Numayridi l'anno dopo. Presto egli entrò tuttavia in contrasto coi Selgiuchidi stessi e si batté contro le forze del Sultano Malik Shah I e fu sconfitto, anche se subito ne ottenne il perdono. Nel 1085 Muslim fu ucciso combattendo ancora contro i Selgiuchidi del Sultano Suleyman I ibn Qutulmish. 

A seguito della morte di Sharaf al-Dawla, suo fratello Ibrāhīm, che era stato in precedenza imprigionato da Muslim, fu rimesso in libertà e si dichiarò suo successore. Nel frattempo Sulayman era stato anch'egli ucciso dal re selgiuchide di Damasco, Tutush, che s'impadronì di Aleppo, strappandola agli ʿUqaylidi nel 1086.
Nel 1089 o 1090 Ibrāhīm fu convocato alla corte di Malik Shāh. Quando giunse, fu messo in ceppi e imprigionato. Mawṣil in quel tempo era governata dal vizir selgiuchide Fakhr al-Dawla ibn Jahir. Quando Malik Shāh morì nel 1092 scoppiò subito un forte contrasto tra i figli di Sharaf al-Dawla, ʿAlī e Muḥammad. ʿAlī fu portato dalla madre Ṣafiyya a Mawṣil, ma Muḥammad tentò di prendere d'assalto la città. 
In una battaglia svolatasi a Mawṣil fu però sconfitto e obbligato a prendere la fuga. Ibrāhīm, nel frattempo, era stato rimesso in libertà dalla vedova di Malik Shāh ed era tornato a Mawṣil, e riuscì a persuadere Ṣafiyya a restituirgli la città.
Ibrāhīm riuscì a governare solo per un breve periodo. Il re di Damasco, Tutush, pretese di essere riconosciuto come Sultano nelle allocuzioni tenute in moschea il mezzogiorno di venerdì e gli chiese di transitare attraverso il suo territorio. Ibrāhīm rifiutò, preparandosi a sostenere l'urto militare contro Tutush. Le due parti si scontrarono fuori Mawṣil nell'aprile del 1093 e la battaglia si concluse con la disfatta di Ibrāhīm, che fu catturato dai Selgiuchidi. Tutush lo fece mettere a morte prima d'insediare ʿAlī e sua madre Ṣafiyya come suoi rappresentanti a Mawṣil.
Muhammad b. Sharaf al-Dawla seguitò a cercare di prendere Mawṣil. Reclutò il generale turco Kirbogha e suo fratello, ma Kirbogha lo mise addirittura in ceppi prima di tentare di conquistare Mawṣil strappandola ad ʿAlī, ma inutilmente. Kirbogha allora mise a morte Muhammad e cercò ancora una volta di conquistare Mawṣil. Dal momento che l'assedio si protraeva, ʿAlī decise di cercare rifugio presso i Mazyadidi. Kirbogha infine prese il controllo della città a fine 1096 e ne divenne l'Atabeg, ponendo qui fine al governo ʿuqaylide.

## Altri ʿUqaylidi
Numerose altre branche ʿuqaylidi esistettero in varie aree, inclusa Jazīrat ibn ʿUmar, Tikrit, Hīt, Ukbara, Raqqa e Qal'at Ja'bar, fino al 1169, quando si affermò il potere zengide.
Successivamente, i Banu ʿUqayl migrarono nei magri pascoli dell'Arabia.